# Grand chinchilla
Ne doit pas être confondu avec Chinchilla.
Le grand chinchilla est une race de lapin. C'est un lapin domestique issu de la sélection de lapins chinchillas français sur leur taille.

## Origine
Les cuniculteurs anglais commencent à augmenter la taille du chinchilla français au début du XXe siècle. Ils obtiennent le chinchilla giganta dans les années 1920, dont le poids est d’environ 4 kg. Les Allemands s’intéressent alors rapidement à ce lapin car le marché des peaux chinchillas de grande taille est très porteur. Pour obtenir des peaux de la meilleure qualité possible, ils croisent ce lapin avec d’autres grandes races ainsi qu’avec des lapins angoras. C’est ainsi que naît le grand chinchilla tel que le standard français le reconnaît à partir de 1948.

## Description
Le grand chinchilla est un lapin de taille moyenne qui pèse entre 3,5 et 5,5 kg. Il a un corps cylindrique légèrement allongé avec une musculature puissante et compacte. Sa tête est assez forte chez le mâle. Elle porte deux oreilles droites et épaisses de 12 à 14,5 cm. Un léger fanon est toléré chez la femelle. Les yeux sont brun noirâtre. La fourrure est dense, assez longue et souple. Elle présente une couleur gris cendré avec des reflets bleutés et un chenillé ondulé sur le dos dû à des touffes de poils recteurs. Le dessus de la queue est noir et le dessous du corps et le tour des yeux est blanc.

## Diffusion
Le grand chinchilla est très peu répandu en France, à l’exception du Nord-Est du pays.